# LZ 102
Il dirigibile LZ 102 era un dirigibile di tipo rigido, con struttura in duralluminio, ricoperto in stoffa di cotone impermeabile, costruito in Germania dalla Luftschiffbau Zeppelin di Friedrichshafen negli anni dieci del XX secolo per scopi militari. L'LZ 102 apparteneva alla classe L.53 della Kaiserliche Marine, la Marina Imperiale tedesca. Con il gemello LZ 104 divennero noti nell'ambito della Marina Imperiale con il soprannome di Afrika-Zeppelins.

## Storia del progetto
Il dirigibile LZ 102 (numerazione tattica per l'impiego presso la Marina Imperiale LZ 57) venne costruito dalla ditta Luftschiffbau Zeppelin di Friedrichshafen a partire dall'agosto 1917. L'aeronave volò per la prima volta il 29 settembre 1917.
Nel corso del 1916, su interessamento del professor Maximilian Zupitza il Ministero delle Colonie decise portare aiuto alle truppe coloniali tedesche impegnate in Africa Orientale. Il Ministero studiò un piano operativo per l'invio di medicine e rifornimenti bellici alle truppe del colonnello Paul Emil von Lettow-Vorbeck, ma ci volle più di un anno perché tale operazione passasse dalla fase progettuale a quella operativa. Ogni particolare del piano venne studiato in maniera meticolosa, seguendo il criterio di trasportare la maggior quantità di materiale nel minor spazio, e con il minor peso possibile. La lentezza con cui il progetto venne portato avanti si rivelò, però, dannosa per la sua riuscita; infatti quando tutto era pronto per la partenza, le truppe di von Lettow avevano abbandonato interamente il territorio dell'Africa Orientale Tedesca, ripiegando al di là del fiume Rovuma, all'interno della colonia portoghese del Mozambico. La lentezza con cui si procedette all'attuazione del piano fu, in parte, dovuta all'influenza esercitata sullo stesso da parte del Kaiser Guglielmo II, che diede la sua approvazione solo dopo lunghe riflessioni, il 27 settembre 1917.
Infatti nel gennaio 1917 le truppe del generale sudafricano Jan Christiaan Smuts avevano lanciato un'offensiva contro le forze tedesche, comandate dal colonnello von Lettow Vorbeck, trincerate sull'altopiano di Makonde, nell'Africa Orientale Tedesca (nell'odierna Tanzania), costringendole dopo aspri combattimenti alla ritirata.
Il comando della Marina Imperiale decise di puntare, quindi, sul mezzo aereo, e precisamente sul dirigibile. Venne quindi preso in considerazione l'impiego della nuova aeronave LZ 102 (designazione tattica LZ 57). In vista del lunghissimo volo senza ritorno l'aeronave di tipo rigido, lunga 196 metri, nel corso del suo allestimento venne sottoposta ad imponenti lavori di ingrandimento. Il dirigibile venne allungato di circa 30 metri, mentre il diametro fu portato a quasi 24 metri, di modo che il suo volume interno arrivasse a 68 500 metri cubi. Per la realizzazione dell'impresa si fece ricorso ad ogni possibile accorgimento della tecnica al fine di diminuirne il peso morto. Ad esempio una parte del cotone dell'involucro venne sostituita con della mussolina del tipo usato per il materiale da medicazione, mentre un'altra parte avrebbe potuto essere impiegata come telo per le tende da campo e per la confezione di abiti, mentre persino i palloncini contenenti l'idrogeno si sarebbero trasformati in sacchi impermeabili per dormire. I motori Maybach sarebbero stati impiegati per alimentare la dinamo della stazione radio Telefunken della potenza di 800 watt. Il telaio di duralluminio, una volta smontato, avrebbe fornito la struttura per barelle da campo, per l'impalcatura delle baracche, e per la costruzione di una antenna radio. Il peso a pieno carico dell'aeronave era pari a 79 500 kg, dei quali 27 600 dati dal peso della struttura, ed i restanti 52 000 dal materiale trasportato. Per la partenza della missione di soccorso venne presa in considerazione la base aerea di Jambol, situata in Bulgaria.

## Tecnica
Si trattava di un dirigibile di tipo rigido, con struttura in duralluminio, ricoperto in stoffa di cotone impermeabile. L'idrogeno era contenuto in sedici celle, che avevano una capienza totale di 68 500 metri cubi.
La propulsione era affidata a cinque motori Maybach HSLu a 6 cilindri in linea raffreddati ad acqua, eroganti la potenza di 240 CV (180 kW) ciascuno, posizionati in due coppie, lateralmente sul lato inferiore dell'involucro e sostenuti da tralicci, più uno nella gondola principale. Essi azionavano eliche bipala lignee Jaray. I propulsori consentivano all'aeronave di raggiungere una velocità massima di circa 103 km/h. Tale velocità era solamente teorica, raggiungibile solo in particolari condizioni atmosferiche favorevoli. La strumentazione presente a bordo includeva un potente radiotelegrafo Telefunken da 800 watt, gestito da due operatori.

## Impiego operativo
L'aeronave volò per la prima volta a Friedrichshafen il 26 settembre 1917, ed i preparativi per raggiungere il continente africano iniziarono subito. Come comandante della missione, considerata senza ritorno, venne designato l'esperto comandante Korvettenkapitän Ludwig Bockholt. La missione fu approvata dal Capo di stato maggiore delle Operazioni navali, ammiraglio Henning von Holtzendorff, il 19 settembre, e ricevette il nome in codice di China-Sache, liberamente tradotto come China Show o China Matter. Lo partenza della missione fu pianificata dal Ministro della marina, ammiraglio Eduard von Capelle, tra il 12 e il 20 ottobre, e come base di partenza venne presa in considerazione la base aerea di Jambol, situata in Bulgaria.
Secondo la testimonianza del comandante Bockholt, durante i primi voli di prova l'LZ 57 si dimostrò difficile da controllare e sottopotenziato, ma fu ugualmente deciso che a dispetto di ciò, sarebbe stato inviato in missione in Africa. Dopo due voli di prova a Friedrichshafen, il mattino del 7 ottobre 1917 l'LZ 57 volò verso la base in Jüterbog dove avrebbe dovuto imbarcare il carico in vista della missione in Africa. Il carico previsto fu completato a mezzogiorno dello stesso giorno.
Durante i voli precedenti i motori non erano mai stati provati a piena potenza e dopo il caricamento dei rifornimenti a bordo dell'LZ 57, Bockholt decise di effettuare tale prova quella sera stessa. Nonostante la riuscita uscita dall'hangar le forti raffiche di vento impedirono qualsiasi tentativo di decollo. Il comandante Bockholt optò per attendere all'aperto l'incombente tempesta, indugiando in attesa dell'approvvigionamento di vestiti e cibo caldo per l'equipaggio. Poco prima della mezzanotte una forte raffica di vento colpì il dirigibile, facendolo sbattere contro il suolo e danneggiandolo. Circa 40 minuti dopo la mezzanotte il vento diminuì così tanto che fu deciso di portare l'aeronave al riparo all'interno dell'hangar. Appena incominciata la manovra di entrata, una forte raffica di vento lo fece improvvisamente sollevare mandandolo a sbattere contro la parte superiore dell'hangar, nonostante gli sforzi a terra degli addetti alla movimentazione. Bockholt diede ordine di rilasciare gas dalle camere, facendosi aiutare anche da alcuni soldati per velocizzare lo scarico. Nonostante tutti gli sforzi effettuati il vento prese il sopravvento, e l'involucro del dirigibile si ruppe facendo fuoriuscire l'idrogeno. Alle 2:00 il dirigibile prese fuoco, cui seguì poi l'esplosione del carburante e delle munizioni imbarcate. L'aeronave, con i suoi preziosissimi rifornimenti e l'hangar, andarono completamente distrutti.
Il 25 ottobre dello stesso anno il comandante del servizio aeronavi, Peter Strasser, prese la decisione di impiegare per la missione il dirigibile LZ 104, di cui venne ordinato il completamento, ricevendo nel contempo la designazione tattica di LZ 59.

## Utilizzatori
Germania
- Kaiserliche Marine

### Annotazioni
1. ↑  Tale classe si componeva delle aeronavi da LZ 100 a LZ 111, progettate dall'ingegnere Ludwig Dürr.
2. ↑  Un medico tedesco fatto prigioniero dagli Alleati in Togo nel 1914, e successivamente rimpatriato tramite la Croce Rossa internazionale.
3. ↑  Inizialmente venne considerato di rifornire le forze coloniali tedesche in Africa Orientale per mezzo di navi ausiliarie, ma ciò fu considerato quasi impossibile per via del blocco navale britannico attuato nel Mare del Nord.
4. ↑  Tra cui 85 casse di preziose forniture mediche.

### Fonti
1. 1 2  Brooks 1992, p. 106.
2. 1 2 3 4 5  Brooks 1992, p. 104.
3. 1 2  Robinson 1980, p. 307.
4. 1 2  Ludi 2004, p. 42.
5. 1 2 3 4 5 6  Robinson 1980, p. 306.
6. ↑  Robinson 1973, p. 254.
7. 1 2 3 4 5  Robinson 1980, p. 308.
8. ↑  Brooks 1992, p. 105.
9. ↑  Die Fliegertruppe of the Imperial German Army - Military History Journal, Vol 12 No 2, South African Military History Society. (Accesso 23 maggio 2013).
10. ↑  Miller 1988, p. 288.
11. ↑  Whitehouse 1966, p. 254.